# Zhang Xinxin
Zhang Xinxin (chinois : 张辛欣 ; pinyin : Zhāng Xīnxīn), née en 1953 à Nankin, est une écrivaine, metteuse en scène, documentariste, réalisatrice (télévision et radio) d’origine chinoise et vivant aux États-Unis.

## Biographie
Zhang Xinxin est née en 1953 à Nankin (Nanjing) et a grandi à Pékin (Beijing). Lors de la Révolution culturelle (1966-1976), âgée de 15 ans, elle devient garde rouge. À partir de 1969, elle part participer aux travaux agricoles au Heilongjiang, dans « les grandes steppes du Nord », ensuite au Hunan, où elle est militaire, puis au Yunnan où elle devient infirmière, avant son retour à Pékin où elle sera à nouveau infirmière puis obtiendra un poste à la Ligue de la Jeunesse communiste universitaire .
Elle intègre en 1979 l’Institut Central du Théâtre (中央戏剧学院), dont elle sort en 1984 avec le diplôme de mise en scène. Après de premiers écrits, la parution en 1982 de son roman 在同一地平线上 (Sur la même ligne d’horizon), où elle raconte sous une forme romanesque ce qui l’a conduite à divorcer de son mari (peintre, qu’elle a rencontré au Yunnan), remporte un vif succès, principalement auprès des jeunes, qui s’y reconnaissent. En 1985, les cent portraits d’hommes et femmes de tous horizons, écrits après des interviews réalisés en collaboration avec Sang Ye dans le volume 北京人 (L’Homme de Pékin) lui vaut une véritable reconnaissance.
Zhang Xinxin, tout en continuant à écrire, dont le très remarqué 疯狂的君子兰 (Une folie d’orchidées), est metteuse en scène et réalisatrice pour la télévision : elle fait ainsi une série de reportages, que suivront les chroniques de在路上 (Sur le grand canal), et adapte à l’écran son roman 封片连 (Le Courrier des bandits). Mais, après une courte période dont elle peut dire « Le milieu littéraire respire ! » , elle est rejointe par la campagne « En finir avec la pollution intellectuelle » et condamnée en 1983 et 1984 pour « apologie de l’existentialisme et du darwinisme social ».
Elle part en 1988 pour l’université Cornell aux États-Unis, puis, après quelques années où elle voyage beaucoup, se fixe définitivement à Atlanta, avec celui qui entretemps est devenu son mari. Elle continue ensuite de mener là sa carrière littéraire, élargissant toujours plus ses champs d’intérêt et d’action, se faisant ainsi journaliste, critique et chroniqueuse littéraire sur le Net. Durant la période récente, elle a notamment écrit 我/me, roman autobiographique publié en 2011 à Pékin et IT84, roman d’anticipation publié en 2018 aux éditions du Jiangsu. Une grande part de ses textes est parue en traduction dans différents pays.

## Œuvres
Nouvelles et romans (sélection)
- 《在静静的病房里》[zài jìngjìng de bìngfáng lĭ], Dans le calme d’une chambre d’hôpital, nouvelle (1er texte publié, 1978).
- 《在同一地平线上》[zài tōng yī dìpíngxiàn shàng], Sur la même ligne d’horizon, roman (1re éd. 1981).
- 《张辛欣小说选》[Zhāng Xīnxīn xiăoshuō xuăn], Choix de nouvelles de Zhang Xinxin, Harbin, éditions littéraires du Nord, 1985.
- 《封、片、连》[fēng, piàn, lián], Cartes, feuilles, blocs (titre de la version française : Le Courrier des bandits), roman (1re éd. 1986).
- 《这次你演哪一半? 》[zhècĭ nĭ yăn năyī bàn ? ], Quel rôle joues-tu cette fois ? (titre de la version française : Le Partage des rôles), roman (1re éd. 1988).
- 《疯狂的君子兰》[fēngkuáng de jūnzilán], Une folie d’orchidées，nouvelle, (1re éd. 1988).
- 《龙的食谱》[lóng de shípŭ], Le Menu du dragon, science-fiction (2011).
- 《我Me》['wŏ Me'], roman autobiographique (2011).
- 《IT84》, roman d’anticipation, 2018.

Non fiction
- 《北京人 - 一百个中国人的自述》(与桑晔合著) [Bĕijīngren – yībái ge Zhōngguóren de zìshù], Homo pekinensis – Cent autoportraits de Chinois, en collaboration avec Sang Ye, 1986.
- 《在路上》[zài lùshàng], Sur la route (titre de la version française : Au long du grand canal), 1986.
- 《独步东西》[dúbù dōng xī], Parcours solitaire d’est en ouest, 2000.
- 《我知道的美国之音》[wŏ zhīdào de Mĕiguó zhī yīn], Ce que je sais de Voice of America, 2000.

Ouvrages graphiques
- 《拍花子与俏女孩》[pāihuāzi yŭ qiào nŭhăi], Paihuazi et la vilaine fille, roman graphique, 2013.
- 《辛欣聊斋》[Xīnxīn de liáozhāi], Le Pavillon des loisirs de Xinxin, nouvelle graphique, 2013.

## Ouvrages traduits en français
- Sur la même ligne d’horizon (trad. du chinois par Emmanuelle Péchenart, en collaboration avec Henri Houssay), Arles, Actes Sud / Fleuve Bleu, 1986, 182 p. (ISBN 2-86869-124-2)
- L'Homme de Beijing (trad. du chinois par Fleuve Bleu, Paris,  en collaboration avec sang ye, et différents traducteurs indépendants, révisée par Editions Littérature chinoise), Editions Littérature chinoise, Beijing, 1987, 441 p. (ISBN 7-5071-0010-3)
- Le Courrier des bandits : roman (trad. du chinois par Emmanuelle Péchenart et Robin Setton), Arles, Actes Sud, 1989, 380 p. (ISBN 2-86869-373-3)
- Au long du grand canal (trad. du chinois par Anne Grondona), Actes Sud, coll. « Terres d'aventure », 1992, 255 p. (ISBN 978-2-86869-859-9)
- Une folie d’orchidées (trad. du chinois par Yingxiang Cheng), Actes Sud, 1993, 69 p. (ISBN 978-2-86869-238-2)
- L'Homme de Pékin (trad. du chinois par Geneviève Barman, Simone Cros-Moréa, Sophie Diebold, Sylvie Gentil, Bernadette Isnard, Claire Landreau, Marie Mathelin, Béatrice Martin, Emmanuelle Péchenart, Bernadette Rouis, Anne Wu, Xu Dan), Actes Sud, 1992, 282 p. (ISBN 978-2-86869-873-5), en collaboration avec Sang Ye
- Le Partage des rôles (trad. du chinois par Emmanuelle Péchenart), Actes Sud, coll. « Lettres chinoises », 1993, 166 p. (ISBN 978-2-7427-0173-5)
- IT84 (extraits) (trad. du chinois par Brigitte Duzan), Revue Jentayu, 2019 (ISSN 2426-2536), p. 177-193